# Vlag van Tatarije
De vlag van Tatarije bestaat uit drie horizontale banen in de kleuren groen (boven), wit en rood, waarbij de witte baan smaller is dan de andere twee (de verhouding tussen de drie banen is 7:1:7). De vlag is in gebruik sinds 29 november 1991. Groen staat voor het Wolga-Tatarenvolk en de islam, rood voor de Russische minderheid en wit voor de vrede tussen beide volken.

## Voormalige vlaggen van deTataarse Autonome Socialistische Sovjetrepubliek

1926–1937
1937–1939
1939–1954
1954–1978
1978–1991